# Frenchmans Cap
Frenchmans Cap (deutsch Franzosen-Mütze) ist ein Berg im Franklin-Gordon-Wild-Rivers-Nationalpark im Westen des australischen Bundesstaats Tasmanien. Die eingeborenen Tasmanier bezeichneten den 1.446 Meter hohen Berg als Mabarlek.

## Geschichte
Obwohl der Berg vermutlich schon früh ein Merkmal für navigierende Schiffe darstellte, datieren die ersten Aufzeichnungen des Frenchman Caps erst von 1822 in Zusammenhang mit dem Straflager im Macquarie Harbour. Der von weitem gut sichtbare Gipfel diente vielen Ausbrechern als Orientierungshilfe auf ihrer meist erfolglosen Flucht durch den unwirtlichen Westen Tasmaniens hin zu den Siedlungen im Osten. Der Ursprung des Namens liegt im Dunkeln; möglicherweise bezieht er sich auf die Ähnlichkeit zu einer Phrygischen Mütze, die während der Französischen Revolution getragen wurde. Einer anderen Quelle zufolge soll der Name daher stammen, dass der häufig von Schnee bedeckte Berg an eine (französische) Kochmütze erinnere.
1941 wurde der Frenchmans Cap National Park gegründet, der in den 1990er Jahren im Franklin-Gordon-Wild-Rivers-Nationalpark aufging.

## Besteigung
Der erste Europäer, der das Frenchmans Cap bestiegen hat, war James Sprent im Jahre 1853.
Die typische Besteigung erfolgt entlang eines gut markierten Weges innerhalb von zwei Tagen. Nach dem ersten Tag und etwa 16 Kilometern erreicht man Lake Vera, an dem sich eine Hütte befindet. Am zweiten Tag kommt man an einem weiteren See, dem Lake Tahune, vorbei, und erreicht nach gut 9 Kilometern den Gipfel.